# Herbertus dicranus
Herbertus dicranus là một loài rêu tản trong họ Herbertaceae. Loài này được (Taylor) Trevis. miêu tả khoa học lần đầu tiên năm 1877.